# Championnats du monde de triathlon cross
Les championnats du monde de triathlon cross sont les championnats du monde de triathlon pour la discipline appelée cross triathlon. Ils sont organisés tous les ans depuis 2011 par la Fédération internationale de triathlon (World Triathlon).

## Palmarès
| Année | Homme                        | Homme                        | Homme                          | Femme                       | Femme                           | Femme                             |
| Année | Médaille d'or                | Médaille d'argent            | Médaille de bronze             | Médaille d'or               | Médaille d'argent               | Médaille de bronze                |
| ----- | ---------------------------- | ---------------------------- | ------------------------------ | --------------------------- | ------------------------------- | --------------------------------- |
| 2011  | Conrad Stoltz Afrique du Sud | Seth Wealing États-Unis      | Olivier Marceau Suisse         | Mélanie McQuaid Canada      | Shonny Vanlandingham États-Unis | Emma Garrard États-Unis           |
| 2012  | Conrad Stoltz Afrique du Sud | Craig Evans États-Unis       | Christopher Legh Australie     | Lesley Paterson Royaume-Uni | Mélanie McQuaid Canada          | Carla Van Huysteen Afrique du Sud |
| 2013  | Conrad Stoltz Afrique du Sud | Rubén Ruzafa Espagne         | Brice Daubord France           | Héléna Erbenova Tchéquie    | Lesley Paterson Royaume-Uni     | Chantell Widney Canada            |
| 2014  | Rubén Ruzafa Espagne         | Josiah Middaugh États-Unis   | Braden Currie Nouvelle-Zélande | Kathrin Müller Allemagne    | Flora Duffy Bermudes            | Héléna Erbenova Tchéquie          |
| 2015  | Rubén Ruzafa Espagne         | Francisco Serrano Mexique    | Sam Osborne Nouvelle-Zélande   | Flora Duffy Bermudes        | Barbara Riveros Diaz Chili      | Brigitta Poór Hongrie             |
| 2016  | Rubén Ruzafa Espagne         | Josiah Middaugh États-Unis   | Braden Currie Nouvelle-Zélande | Flora Duffy Bermudes        | Barbara Riveros Diaz Chili      | Suzanne Snyder États-Unis         |
| 2017  | Francisco Serrano Mexique    | Rubén Ruzafa Espagne         | Kyle Smith Nouvelle-Zélande    | Mélanie McQuaid Canada      | Jacqueline Slack Royaume-Uni    | Ladina Buss Suisse                |
| 2018  | Rubén Ruzafa Espagne         | Sam Osborne Nouvelle-Zélande | Brice Daubord France           | Lesley Paterson Royaume-Uni | Nicole Walters Royaume-Uni      | Eleonora Peroncini Italie         |
| 2019  | Arthur Forissier France      | Rubén Ruzafa Espagne         | Lukáš Kočař Tchéquie           | Eleonora Peroncini Italie   | Jacqueline Slack Royaume-Uni    | Nicole Walters Royaume-Uni        |
| 2021  | Arthur Serrières France      | Arthur Forissier France      | Rubén Ruzafa Espagne           | Loanne Duvoisin Suisse      | Sandra Mairhofer Italie         | Aneta Grabmüllerová Tchéquie      |
| 2022  | Arthur Serrières France      | Félix Forissier France       | Arthur Forissier France        | Sandra Mairhofer Italie     | Marta Menditto Italie           | Solenne Billouin France           |
| 2023  | Félix Forissier France       | Lukáš Kočař Tchéquie         | Arthur Forissier France        | Sandra Mairhofer Italie     | Loanne Duvoisin Suisse          | Alizée Patiès France              |
| 2024  | Michele Bonacina Italie      | Sam Osborne Nouvelle-Zélande | Benjamin Forbes Australie      | Marta Menditto Italie       | Romy Spoelder Pays-Bas          | Maeve Kennedy Australie           |
| 2025  | Félix Forissier France       | Arthur Serrières France      | Kevin Viñuela Espagne          | Alizée Patiès France        | Marina Muñoz Hernando Espagne   | Bárbara Riveros Díaz Chili        |

## Éditions
| Édition | Lieu                | Pays       | Date                 |
| ------- | ------------------- | ---------- | -------------------- |
| 2011    | Guijo de Granadilla | Espagne    | 30 avril 2011        |
| 2012    | Pelham              | États-Unis | Du 16 au 19 mai 2012 |
| 2013    | La Haye             | Pays-Bas   | 13 juillet 2013      |
| 2014    | Zittau              | Allemagne  | 16 août 2014         |
| 2015    | Cagliari            | Italie     | 26 septembre 2015    |
| 2016    | Snowy Mountains     | Australie  | 19 novembre 2016     |
| 2017    | Penticton           | Canada     | 23 août 2017         |
| 2018    | Fyn                 | Danemark   | 10 juillet 2018      |
| 2019    | Pontevedra          | Espagne    | 30 avril 2019        |
| 2021    | Guijo de Granadilla | Espagne    | 31 octobre 2021      |
| 2022    | Targu Mures         | Roumanie   | 8 juin 2022          |
| 2023    | Ibiza               | Espagne    | 5 mai 2023           |
| 2024    | Townsville          | Australie  | 20 août 2024         |
| 2025    | Pontevedra          | Espagne    | 24 juin 2025         |

## Tableau des médailles
| Rg. | Pays             | Médaille d'or, Coupe du Monde | Médaille d'argent, Coupe du Monde | Médaille de bronze, Coupe du Monde |    |
| --- | ---------------- | ----------------------------- | --------------------------------- | ---------------------------------- | -- |
| 1   | France           | 6                             | 3                                 | 6                                  | 15 |
| 2   | Italie           | 5                             | 2                                 | 1                                  | 8  |
| 3   | Espagne          | 4                             | 4                                 | 2                                  | 10 |
| 4   | Afrique du Sud   | 3                             |                                   | 1                                  | 4  |
| 6   | Grande-Bretagne  | 2                             | 4                                 | 1                                  | 7  |
| 6   | Canada           | 2                             | 1                                 | 1                                  | 4  |
| 7   | Bermudes         | 2                             | 1                                 |                                    | 3  |
| 8   | Tchéquie         | 1                             | 1                                 | 3                                  | 5  |
| 9   | Suisse           | 1                             | 1                                 | 2                                  | 4  |
| 10  | Mexique          | 1                             | 1                                 |                                    | 2  |
| 11  | Allemagne        | 1                             |                                   |                                    | 1  |
| 12  | États-Unis       |                               | 5                                 | 2                                  | 7  |
| 13  | Nouvelle-Zélande |                               | 2                                 | 4                                  | 6  |
| 14  | Chili            |                               | 2                                 | 1                                  | 3  |
| 15  | Pays-Bas         |                               | 1                                 |                                    | 1  |
| 16  | Australie        |                               |                                   | 3                                  | 3  |
| 17  | Hongrie          |                               |                                   | 1                                  | 1  |